# Flora (Norvegia)
Flora este o  fostă comună din provincia Sogn og Fjordane, Norvegia.